# Contea di Roscommon (Michigan)
La contea di Roscommon, in inglese Roscommon County, è una contea dello Stato del Michigan, negli Stati Uniti. La popolazione al censimento del 2000 era di 25 469 abitanti. Il capoluogo di contea è Roscommon.